# Marco De Filippo
Marco De Filippo Roia (* 2. August 1990 in Auronzo di Cadore) ist ein italienischer Eishockeytorwart, der seit 2024 bei den Sheffield Steelers in der Elite Ice Hockey League unter Vertrag steht.

## Karriere
Marco De Filippo begann seine Karriere als Eishockeyspieler im Juniorenbereich der SG Cortina. Bereits als 16-Jähriger ging er nach Kanada, wo er zwei Jahre für unterklassige Nachwuchsmannschaften spielte. Von 2008 bis 2010 stand er für die Kent School im United States High School Preparatory auf dem Eis. Während seines Studiums spielte er von 2010 bis 2014 für die Brown Bears, die Studentenmannschaft der Brown University, in der ECAC Hockey, einer Conference der National Collegiate Athletic Association. Mit den Brown Bears erreichte er 2013 das Conference-Finale, das jedoch gegen die Mannschaft des Union College mit 1:3 verloren wurde. Nach seinem Studium schloss er noch ein Jahr bei den Louisiana IceGators in der Southern Professional Hockey League an.
Nach seiner Rückkehr nach Italien schloss sich De Filippo wieder seinem Stammverein, der SG Cortina an und spielte für diese in der Alps Hockey League. In der Spielzeit 2022/23 erreichte er die beste Fangquote und den geringsten Gegentorschnitt der Liga. Zudem wurde er mit Cortina 2023 auch italienischer Meister. Anschließend wechselte er zu Asiago Hockey in die Österreichische Eishockey-Liga. Dort blieb er jedoch nur eine Saison und wechselte 2024 zu den Sheffield Steelers in die Elite Ice Hockey League.

### International
Für Italien nahm De Filippo an den U18-Junioren-Weltmeisterschaften der Division I 2007 und 2008 teil.
De Filippo debütierte in der Spielzeit 2016/17 in der italienischen Nationalmannschaft. Er nahm erstmals bei der Weltmeisterschaft 2018 in der Division I an einem großen Turnier teil und erreichte auf Anhieb die geringste Gegentorrate und nach dem Kasachen Henrik Karlsson und dem Ungarn Ádám Vay die drittbeste Fangquote des Turniers und trug damit erheblich zum Aufstieg der Italiener in die Top-Division bei. Dort spielte er dann bei der Weltmeisterschaft 2019.

## Erfolge und Auszeichnungen
- 2018 Aufstieg in die Top-Division bei der Weltmeisterschaft der Division I, Gruppe A
- 2018 Geringste Gegentorrate bei der Weltmeisterschaft der Division I, Gruppe A
- 2023 Beste Fangquote und geringste Gegentorrate der Alps Hockey League
- 2023 Italienischer Meister mit der SG Cortina